# Constantino de Bragança

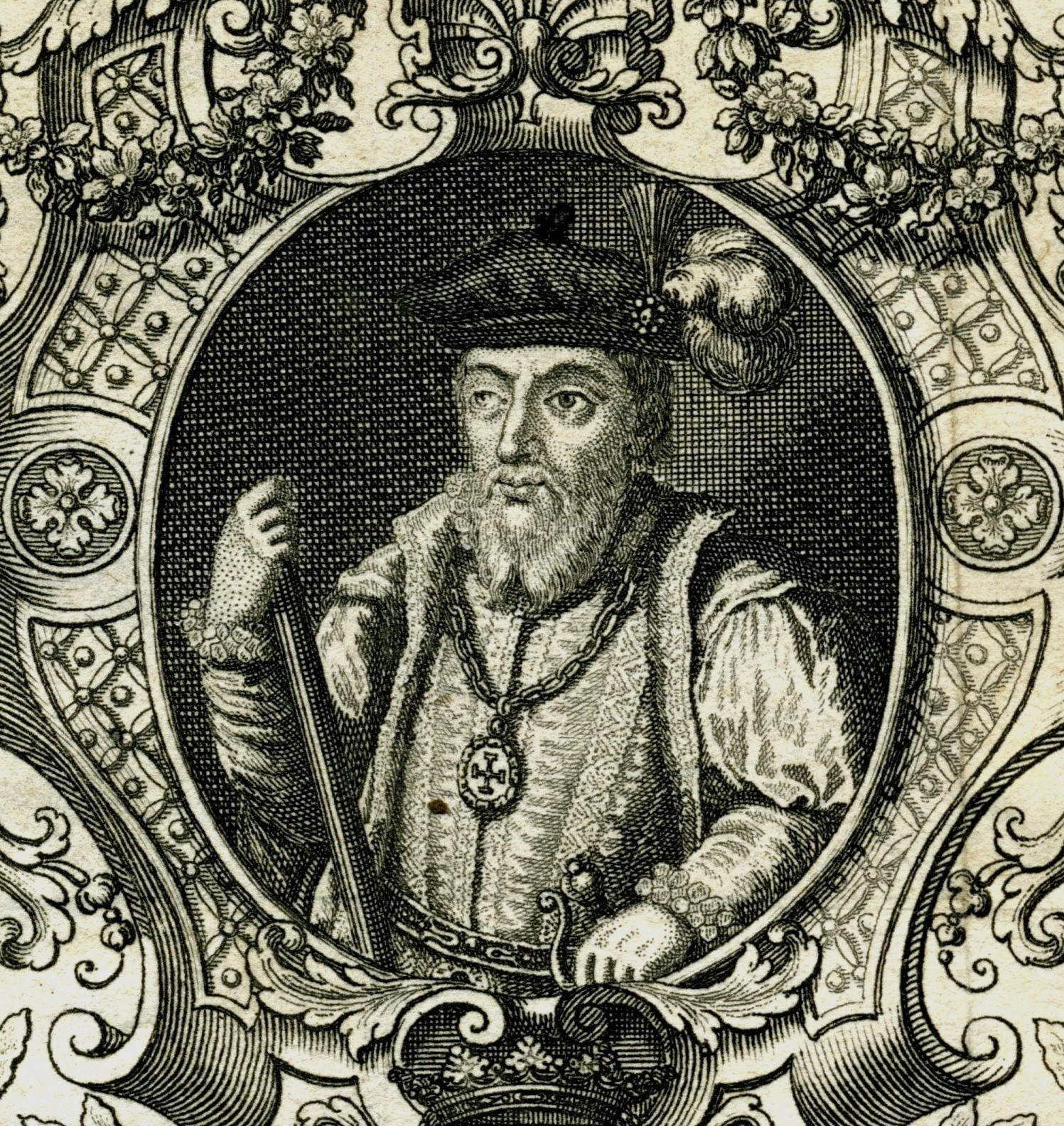
Constantino de Braganca, Vizekönig von Portugiesisch-Indien, 1558–1561.

Dom Constantino de Brangança, Duque (Herzog) de Bragança, (* 1528 in Portugal; † 14. Juni 1575 in Portugal) war ein portugiesischer Adliger und der siebte Vizekönig des Estado da India. Er war Vizekönig von 1558 bis 1561.
Constantino de Brangança wurde als Sohn des vierten Duque de Bragança, Dom Jaime, geboren und gehörte dem Hochadel Portugals an. Außerdem war er Königlicher Rat. Mit zwanzig Jahren wurde er offizieller Botschafter Portugals am französischen Hof, ernannt durch König Dom João III. und nahm an der Taufe eines Sohnes Königs Heinrich II. von Frankreich als Ehrengast teil.
1558 wurde er von der Königinwitwe und Regentin Dona Catarina zum Vizekönig des Estado da India ernannt. 1559 gelang ihm, mit nur vier Schiffen, ohne Blutvergießen, die geniale Eroberung der Stadt Daman in Indien. Ihm unterstanden bei der Eroberung nur 2000 Mann, die aber nicht zum Einsatz kamen, weil die Artillerie und das Auftreten des Vizekönigs den Radscha der Stadt so einschüchterten, so dass es aufgab. Er galt als äußerst korrekt und hart gegen Korruption und stand der portugiesischen Krone ergebenst und loyal als einer der besten Vizekönige zur Seite. Auch ordnete er die Verwaltung und die Finanzen. Wegen seiner Härte und Genauigkeit wurde er 1561 für andere Aufgaben nach Lissabon abberufen, wo eine Intrige gegen ihn geflochten wurde: Er hatte vergessen, Edelsteine zu besteuern, was ihm übel genommen wurde und das ihn für weitere Tätigkeiten in der Verwaltung des Reiches unbrauchbar machte.
Während seiner Zeit in Indien schützte und förderte er auch den weltbekannten Dichter Dom Luis Vaz de Camões, der als einfacher Soldat in seinem Regiment tätig war und dessen literarisches Werk er bewunderte.
Später wurde er rehabilitiert und der junge König Dom Sebastian wollte den treuen Diener des Staates 1571 erneut zum Vizekönig machen, was dieser aber aufgrund der Intrige ablehnte. Er war seit 1552 mit seiner Cousine, Dona Maria de Melo, verheiratet.
In Lissabon ist eine Straße nach ihm benannt.